# Ngư lôi Type 95
Ngư lôi Shiki 95 (九五式魚雷, きゅうごしきぎょらい) là loại ngư lôi được hải quân Hoàng gia Nhật Bản phát triển và sử dụng trong chiến tranh thế giới thứ hai. Với cơ sở thiết kế dựa trên ngư lôi kiểu 93 (Long Lance) tuy nhiên Shiki 95 nhỏ hơn với trọng lương đầu đạn chỉ có 405 kg, tầm hoạt động ngắn hơn cũng như đường kính nhỏ hơn và được dự định phóng từ các ống ngư lôi 533mm của tàu ngầm khi lặn. Tầm hoạt động của nó khoảng 9.000 m với 49–51 knot (91–94 km/h) hay 12.000 m với 45–47 knot (83–87 km/h) gấp ba lần tầm hoạt động của ngư lôi Mark 14 của Hoa Kỳ với tốc độ tương đương.
Ngư lôi Shiki 95 là loại ngư lôi nhanh nhất lúc bấy giờ được sử dụng trong hải quân. Đầu đạn của nó là lớn nhất trong các loại ngư lôi được sử dụng bởi tàu ngầm, và chỉ đứng thứ hai sau Shiki 93 loại ngư lôi được phóng bởi các tàu nổi của Nhật Bản. Nó chạy bằng nhiên liệu trộn oxy nguyên chất chứ không phải khí nén thông thường như các loại ngư lôi khác.